# Metacercops
Metacercops is een geslacht van vlinders uit de familie mineermotten (Gracillariidae).
Het geslacht omvat volgende soorten:
- Metacercops cuphomorpha  (Turner, 1940)
- Metacercops hexactis  (Meyrick, 1932)
- Metacercops praestricta  (Meyrick, 1918)